# AnnenMayKantereit/Diskografie
Diese Diskografie ist eine Übersicht über die musikalischen Werke der deutschen Rockband AnnenMayKantereit. Den Schallplattenauszeichnungen zufolge hat sie bisher mehr als 4,7 Millionen Tonträger verkauft. Ihre erfolgreichste Veröffentlichung ist die Single Tom’s Diner mit über einer Million verkauften Einheiten.

## Alben

### Studioalben
| Jahr | Titel Musiklabel                                                    | Höchstplatzierung, Gesamtwochen, AuszeichnungChartplatzierungen (Jahr, Titel, Musiklabel, Platzierungen, Wochen, Auszeichnungen, Anmerkungen) | Höchstplatzierung, Gesamtwochen, AuszeichnungChartplatzierungen (Jahr, Titel, Musiklabel, Platzierungen, Wochen, Auszeichnungen, Anmerkungen) | Höchstplatzierung, Gesamtwochen, AuszeichnungChartplatzierungen (Jahr, Titel, Musiklabel, Platzierungen, Wochen, Auszeichnungen, Anmerkungen) | Höchstplatzierung, Gesamtwochen, AuszeichnungChartplatzierungen (Jahr, Titel, Musiklabel, Platzierungen, Wochen, Auszeichnungen, Anmerkungen) | Höchstplatzierung, Gesamtwochen, AuszeichnungChartplatzierungen (Jahr, Titel, Musiklabel, Platzierungen, Wochen, Auszeichnungen, Anmerkungen) | Anmerkungen                                                |
| Jahr | Titel Musiklabel                                                    | DE | AT | CH | UK | US | Anmerkungen                                                |
| ---- | ------------------------------------------------------------------- | --- | --- | --- | --- | --- | ---------------------------------------------------------- |
| 2016 | Alles nix Konkretes Vertigo Berlin (UMG)                            | DE1 ×5Fünffachgold · (182 Wo.)DE | AT1 Platin · (46 Wo.)AT | CH6 (30 Wo.)CH | — | — | Erstveröffentlichung: 18. März 2016 Verkäufe: + 515.000    |
| 2018 | Schlagschatten Vertigo Berlin (UMG)                                 | DE2 Platin · (114 Wo.)DE | AT3 (103 Wo.)AT | CH10 (64 Wo.)CH | — | — | Erstveröffentlichung: 7. Dezember 2018 Verkäufe: + 200.000 |
| 2020 | 12 AnnenMayKantereit Records (UMG)                                  | DE4 (19 Wo.)DE | AT8 (8 Wo.)AT | CH15 (9 Wo.)CH | — | — | Erstveröffentlichung: 17. November 2020                    |
| 2023 | Es ist Abend und wir sitzen bei mir AnnenMayKantereit Records (UMG) | DE1 Gold · (78 Wo.)DE | AT2 (41 Wo.)AT | CH2 (25 Wo.)CH | — | — | Erstveröffentlichung: 3. März 2023 Verkäufe: + 100.000     |

### Livealben
| Jahr | Titel Musiklabel                                                  | Anmerkungen                              |
| ---- | ----------------------------------------------------------------- | ---------------------------------------- |
| 2013 | AnnenMayKantereit Eigenvertrieb                                   | Erstveröffentlichung: 25. Oktober 2013   |
| 2016 | AnnenMayKantereit & Freunde – Live in Berlin Vertigo Berlin (UMG) | Erstveröffentlichung: 10. September 2016 |

### EPs
| Jahr | Titel Musiklabel                                | Höchstplatzierung, Gesamtwochen, AuszeichnungChartplatzierungen (Jahr, Titel, Musiklabel, Platzierungen, Wochen, Auszeichnungen, Anmerkungen) | Höchstplatzierung, Gesamtwochen, AuszeichnungChartplatzierungen (Jahr, Titel, Musiklabel, Platzierungen, Wochen, Auszeichnungen, Anmerkungen) | Höchstplatzierung, Gesamtwochen, AuszeichnungChartplatzierungen (Jahr, Titel, Musiklabel, Platzierungen, Wochen, Auszeichnungen, Anmerkungen) | Höchstplatzierung, Gesamtwochen, AuszeichnungChartplatzierungen (Jahr, Titel, Musiklabel, Platzierungen, Wochen, Auszeichnungen, Anmerkungen) | Höchstplatzierung, Gesamtwochen, AuszeichnungChartplatzierungen (Jahr, Titel, Musiklabel, Platzierungen, Wochen, Auszeichnungen, Anmerkungen) | Anmerkungen                            |
| Jahr | Titel Musiklabel                                | DE | AT | CH | UK | US | Anmerkungen                            |
| ---- | ----------------------------------------------- | --- | --- | --- | --- | --- | -------------------------------------- |
| 2015 | Wird schon irgendwie gehen Vertigo Berlin (UMG) | DE33 (16 Wo.)DE | — | — | — | — | Erstveröffentlichung: 23. Februar 2015 |

## Singles

### Als Leadmusiker
| Jahr | Titel Album                                                  | Höchstplatzierung, Gesamtwochen, AuszeichnungChartplatzierungen (Jahr, Titel, Album, Platzierungen, Wochen, Auszeichnungen, Anmerkungen) | Höchstplatzierung, Gesamtwochen, AuszeichnungChartplatzierungen (Jahr, Titel, Album, Platzierungen, Wochen, Auszeichnungen, Anmerkungen) | Höchstplatzierung, Gesamtwochen, AuszeichnungChartplatzierungen (Jahr, Titel, Album, Platzierungen, Wochen, Auszeichnungen, Anmerkungen) | Höchstplatzierung, Gesamtwochen, AuszeichnungChartplatzierungen (Jahr, Titel, Album, Platzierungen, Wochen, Auszeichnungen, Anmerkungen) | Höchstplatzierung, Gesamtwochen, AuszeichnungChartplatzierungen (Jahr, Titel, Album, Platzierungen, Wochen, Auszeichnungen, Anmerkungen) | Anmerkungen                                                                                         |
| Jahr | Titel Album                                                  | DE | AT | CH | UK | US | Anmerkungen                                                                                         |
| --- | ------------------------------------------------------------ | --- | --- | --- | --- | --- | --------------------------------------------------------------------------------------------------- |
| 2015 | Oft gefragt Wird schon irgendwie gehen                       | DE18 ×3Dreifachgold · (28 Wo.)DE | AT36 Gold · (18 Wo.)AT | — | — | — | Erstveröffentlichung: 23. Oktober 2015 Verkäufe: + 615.000                                          |
| 2016 | Pocahontas Alles nix Konkretes                               | DE31 ×2Doppelplatin · (14 Wo.)DE | AT63 Gold · (2 Wo.)AT | — | — | — | Erstveröffentlichung: 5. Februar 2016 Verkäufe: + 815.000                                           |
| 2016 | Barfuß am Klavier Alles nix Konkretes                        | DE51 Platin · (2 Wo.)DE | — | — | — | — | Erstveröffentlichung: 18. März 2016 Verkäufe: + 400.000                                             |
| 2018 | Marie Schlagschatten                                         | DE62 (3 Wo.)DE | AT67 (1 Wo.)AT | — | — | — | Erstveröffentlichung: 21. September 2018                                                            |
| 2018 | In meinem Bett Schlagschatten                                | — | — | — | — | — | Erstveröffentlichung: 5. Oktober 2018                                                               |
| 2018 | Ich geh heut nicht mehr tanzen Schlagschatten                | DE— GoldDE | — | — | — | — | Erstveröffentlichung: 12. Oktober 2018 Verkäufe: + 200.000                                          |
| 2018 | Schon krass Schlagschatten                                   | DE98 (1 Wo.)DE | — | — | — | — | Erstveröffentlichung: 19. Oktober 2018                                                              |
| 2018 | Weiße Wand Schlagschatten                                    | — | — | — | — | — | Erstveröffentlichung: 26. Oktober 2018                                                              |
| 2018 | Hinter klugen Sätzen Schlagschatten                          | — | — | — | — | — | Erstveröffentlichung: 1. November 2018                                                              |
| 2018 | Nur wegen dir Schlagschatten                                 | — | — | — | — | — | Erstveröffentlichung: 16. November 2018                                                             |
| 2018 | Alle Fragen Schlagschatten                                   | — | — | — | — | — | Erstveröffentlichung: 21. Dezember 2018                                                             |
| 2018 | Jenny Jenny Schlagschatten                                   | — | — | — | — | — | Erstveröffentlichung: 27. Dezember 2018                                                             |
| 2019 | Vielleicht vielleicht Schlagschatten                         | DE— GoldDE | — | — | — | — | Erstveröffentlichung: 9. Januar 2019 Verkäufe: + 300.000                                            |
| 2019 | Sieben Jahre Schlagschatten                                  | — | — | — | — | — | Erstveröffentlichung: 17. Januar 2019                                                               |
| 2019 | Du bist anders Schlagschatten                                | — | — | — | — | — | Erstveröffentlichung: 22. Februar 2019                                                              |
| 2019 | Schlagschatten                                               | — | — | — | — | — | Erstveröffentlichung: 14. März 2019                                                                 |
| 2019 | Tom’s Diner –                                                | DE76 Gold · (6 Wo.)DE | AT45 (6 Wo.)AT | CH86 (3 Wo.)CH | UK63 Silber · (5 Wo.)UK | US78 Gold · (3 Wo.)US | Erstveröffentlichung: 28. Juni 2019 Verkäufe: + 1.025.000 feat. Giant Rooks; Original: Suzanne Vega |
| 2019 | Bang Bang –                                                  | — | — | — | — | — | Erstveröffentlichung: 2. August 2019 feat. Amilli; Original: Sonny Bono                             |
| 2019 | Ozean –                                                      | DE75 (1 Wo.)DE | AT60 (1 Wo.)AT | — | — | — | Erstveröffentlichung: 20. September 2019                                                            |
| 2019 | Tommi (Live) –                                               | — | — | — | — | — | Erstveröffentlichung: 11. November 2019                                                             |
| 2020 | Ausgehen Es ist Abend und wir sitzen bei mir                 | DE35 Gold · (15 Wo.)DE | AT34 (8 Wo.)AT | CH68 (1 Wo.)CH | — | — | Erstveröffentlichung: 7. Februar 2020 Verkäufe: + 200.000                                           |
| 2022 | 3 Tage am Meer Es ist Abend und wir sitzen bei mir           | DE47 (4 Wo.)DE | AT63 (1 Wo.)AT | CH68 (1 Wo.)CH | — | — | Erstveröffentlichung: 16. September 2022                                                            |
| 2022 | Es ist Abend Es ist Abend und wir sitzen bei mir             | DE— aDE | — | — | — | — | Erstveröffentlichung: 28. Oktober 2022                                                              |
| 2022 | Kein Stern Es ist Abend und wir sitzen bei mir               | DE— bDE | — | — | — | — | Erstveröffentlichung: 18. November 2022                                                             |
| 2023 | Du tust mir nie mehr weh Es ist Abend und wir sitzen bei mir | DE44 (2 Wo.)DE | AT51 (1 Wo.)AT | CH76 (1 Wo.)CH | — | — | Erstveröffentlichung: 13. Januar 2023                                                               |
| Folgende Lieder erschienen nicht als Single, wurden aber durch das Album zum Download und Streaming bereitgestellt und konnten somit eine Platzierung erlangen: |                                                              | | | | | | |
| |                                                              | | | | | | |
| 2020 | Gegenwart 12                                                 | DE81 (1 Wo.)DE | — | — | — | — | Charteinstieg: 27. November 2020                                                                    |
| 2023 | Lass es kreisen Es ist Abend und wir sitzen bei mir          | DE66 (1 Wo.)DE | — | CH81 (1 Wo.)CH | — | — | Charteinstieg: 10. März 2023                                                                        |

### Als Gastmusiker
| Jahr | Titel Album | Höchstplatzierung, Gesamtwochen, AuszeichnungChartplatzierungen (Jahr, Titel, Album, Platzierungen, Wochen, Auszeichnungen, Anmerkungen) | Höchstplatzierung, Gesamtwochen, AuszeichnungChartplatzierungen (Jahr, Titel, Album, Platzierungen, Wochen, Auszeichnungen, Anmerkungen) | Höchstplatzierung, Gesamtwochen, AuszeichnungChartplatzierungen (Jahr, Titel, Album, Platzierungen, Wochen, Auszeichnungen, Anmerkungen) | Höchstplatzierung, Gesamtwochen, AuszeichnungChartplatzierungen (Jahr, Titel, Album, Platzierungen, Wochen, Auszeichnungen, Anmerkungen) | Höchstplatzierung, Gesamtwochen, AuszeichnungChartplatzierungen (Jahr, Titel, Album, Platzierungen, Wochen, Auszeichnungen, Anmerkungen) | Anmerkungen |
| Jahr | Titel Album | DE | AT | CH | UK | US | Anmerkungen |
| ---- | ----------- | --- | --- | --- | --- | --- | --- |
| 2018 | On & On HER | — | — | — | — | — | Erstveröffentlichung: 6. April 2018 HER feat. AnnenMayKantereit & Roméo Elvis                                  |
| 2019 | 5 Minuten – | DE10 Gold · (6 Wo.)DE | AT13 (5 Wo.)AT | CH38 (2 Wo.)CH | — | — | Erstveröffentlichung: 8. Februar 2019 Verkäufe: + 200.000 KitschKrieg feat. Cro, AnnenMayKantereit & Trettmann |

## Videoalben und Musikvideos

### Videoalben
| Jahr | Titel Musiklabel                              | Anmerkungen                                                                          |
| ---- | --------------------------------------------- | ------------------------------------------------------------------------------------ |
| 2019 | Schlagschatten: Sessions Vertigo Berlin (UMG) | Erstveröffentlichung: 22. Februar 2019                                               |
| 2020 | 12 AnnenMayKantereit Records (UMG)            | Erstveröffentlichung: 22. November 2020 Verkäufe werden dem Studioalbum hinzuaddiert |

### Musikvideos
| Jahr | Titel                          | Regie                                                                    |
| ---- | ------------------------------ | ------------------------------------------------------------------------ |
| 2015 | Oft gefragt                    | Martin Lamberty                                                          |
| 2016 | Pocahontas                     |                                                                          |
| 2018 | On & On                        | Cédric Dubourg                                                           |
| 2018 | Marie                          | Martin Lamberty, Lenny Rothenberg                                        |
| 2018 | In meinem Bett                 | Martin Lamberty, Lenny Rothenberg                                        |
| 2018 | Ich geh heut nicht mehr tanzen | Martin Lamberty, Lenny Rothenberg                                        |
| 2018 | Schon krass                    | Lenny Rothenberg                                                         |
| 2018 | Weiße Wand                     | Martin Lamberty, Lenny Rothenberg                                        |
| 2018 | Nur wegen dir                  | Martin Lamberty                                                          |
| 2018 | Hinter klugen Sätzen           | Martin Lamberty                                                          |
| 2018 | Alle Fragen                    | Martin Lamberty, Lenny Rothenberg                                        |
| 2018 | Jenny Jenny                    | Martin Lamberty, Lenny Rothenberg                                        |
| 2019 | Vielleicht vielleicht          | Martin Lamberty                                                          |
| 2019 | Sieben Jahre                   | Martin Lamberty, Lenny Rothenberg                                        |
| 2019 | Freitagabend                   | Martin Lamberty, Lenny Rothenberg                                        |
| 2019 | 5 Minuten                      | KitschKrieg                                                              |
| 2019 | Du bist anders                 | Lenny Rothenberg                                                         |
| 2019 | Schlagschatten                 | Lenny Rothenberg                                                         |
| 2019 | Tom’s Diner                    | Marius Möller, Lenny Rothenberg                                          |
| 2019 | Bang Bang                      | Mightkillya                                                              |
| 2019 | Ozean                          | Lenny Rothenberg (Version 1) Timo Reinders, Lenny Rothenberg (Version 2) |
| 2019 | Tommi (Live)                   | Martin Lamberty, Lenny Rothenberg                                        |
| 2019 | Can’t Get You out of My Head   | Martin Lamberty, Lenny Rothenberg                                        |
| 2020 | Ausgehen                       | Vincent-Kaya Möller                                                      |
| 2022 | 3 Tage am Meer                 |                                                                          |

## Sonderveröffentlichungen
| Jahr | Titel Album | Anmerkungen                                                                                |
| ---- | ----------- | ------------------------------------------------------------------------------------------ |
| 2018 | On & On HER | Erstveröffentlichung: 30. März 2018 Her feat. AnnenMayKantereit & Roméo Elvis              |
| 2019 | 5 Minuten – | Erstveröffentlichung: 8. Februar 2019 KitschKrieg feat. Cro, AnnenMayKantereit & Trettmann |

## Statistik

### Chartauswertung
|                     | DE    | AT    | CH    | UK    | US    |
| ------------------- | ----- | ----- | ----- | ----- | ----- |
| Nummer-eins-Alben   | DE2DE | AT1AT | CH—CH | UK—UK | US—US |
| Top-10-Alben        | DE4DE | AT4AT | CH3CH | UK—UK | US—US |
| Alben in den Charts | DE5DE | AT4AT | CH4CH | UK—UK | US—US |

|                       | DE     | AT    | CH    | UK    | US    |
| --------------------- | ------ | ----- | ----- | ----- | ----- |
| Nummer-eins-Singles   | DE—DE  | AT—AT | CH—CH | UK—UK | US—US |
| Top-10-Singles        | DE1DE  | AT—AT | CH—CH | UK—UK | US—US |
| Singles in den Charts | DE13DE | AT9AT | CH6CH | UK1UK | US1US |

### Auszeichnungen für Musikverkäufe
| Goldene Schallplatte - Brasilien - 2023: für die Single Tom’s Diner - Deutschland - 2023: für das Lied Wohin du gehst - Polen - 2024: für die Single Tom’s Diner | Platin-Schallplatte - Kanada - 2022: für die Single Tom’s Diner |

Anmerkung: Auszeichnungen in Ländern aus den Charttabellen bzw. Chartboxen sind in ebendiesen zu finden.
| Land/RegionAuszeichnungen für Musikverkäufe (Land/Region, Auszeichnungen, Verkäufe, Quellen) | Silber  | Gold       | Platin     | Verkäufe  | Quellen             |
| -------------------------------------------------------------------------------------------- | ------- | ---------- | ---------- | --------- | ------------------- |
| Brasilien (PMB)                                                                              | —       | Gold1      | —          | 20.000    | pro-musicabr.org.br |
| Deutschland (BVMI)                                                                           | —       | 9× Gold9   | 7× Platin7 | 3.900.000 | musikindustrie.de   |
| Kanada (MC)                                                                                  | —       | —          | Platin1    | 80.000    | musiccanada.com     |
| Österreich (IFPI)                                                                            | —       | 2× Gold2   | Platin1    | 45.000    | ifpi.at             |
| Polen (ZPAV)                                                                                 | —       | Gold1      | —          | 25.000    | olis.pl             |
| Vereinigte Staaten (RIAA)                                                                    | —       | Gold1      | —          | 500.000   | riaa.com            |
| Vereinigtes Königreich (BPI)                                                                 | Silber1 | —          | —          | 200.000   | bpi.co.uk           |
| Insgesamt                                                                                    | Silber1 | 14× Gold14 | 9× Platin9 |           |                     |